# Łebediwka (obwód czerkaski)
Łebediwka (ukr. Лебедівка) – wieś na Ukrainie, w obwodzie czerkaskim, w rejonie czerkaskim, w hromadzie Kamjanka. W 2001 liczyła 529 mieszkańców, spośród których 523 wskazało jako ojczysty język ukraiński, a 6 rosyjski.